# Lista de pedidos do Boeing 777
Lista de pedidos do Boeing 777, maior aeronave comercial bimotora do mundo.

## Pedidos

### Por cliente
- Clientes em azul (†) operam a aeronave e tem pedidos para a mesma.
- Clientes em verde (*) ainda não possuem aeronaves mas possuem pedidos.
- Antigos clientes (‡).

| Clientes                          | Pedidos | Entregas | Pedidos   | Entregas  | Pedidos   | Entregas  | Pedidos | Entregas | Pedidos   | Entregas  | Pedidos | Entregas | Pedidos | Entregas |       |       |
| Clientes                          | 777-200 | 777-200  | 777-200ER | 777-200ER | 777-200LR | 777-200LR | 777-300 | 777-300  | 777-300ER | 777-300ER | 777F    | 777F     | 777X    | 777X     | Total | Total |
| --------------------------------- | ------- | -------- | --------- | --------- | --------- | --------- | ------- | -------- | --------- | --------- | ------- | -------- | ------- | -------- | ----- | ----- |
| Aeroflot †                        | –       | –        | 2         | –         | –         | –         | –       | –        | 16        | 10        | –       | –        | –       | –        | 16    | 10    |
| Air Austral                       | –       | –        | –         | –         | 1         | 1         | –       | –        | 5         | 3         | –       | –        | –       | –        | 6     | 4     |
| Air Canada †                      | –       | –        | –         | –         | 6         | 6         | –       | –        | 19        | 17        | –       | –        | –       | –        | 25    | 23    |
| Air China                         | 10      | 10       | –         | –         | –         | –         | –       | –        | 20        | 20        | –       | –        | –       | –        | 30    | 30    |
| Air China Cargo †                 | -       | -        | –         | –         | –         | –         | –       | –        | -         | -         | 8       | 6        | –       | –        | 8     | 6     |
| Air France †                      | –       | –        | 25        | 25        | –         | –         | –       | –        | 40        | 39        | 5       | 2        | –       | –        | 70    | 61    |
| Air India †                       | –       | –        | –         | –         | 8         | 8         | –       | –        | 15        | 12        | –       | –        | –       | –        | 23    | 15    |
| Air New Zealand                   | –       | –        | 8         | 8         | –         | –         | –       | –        | 7         | 7         | –       | –        | –       | –        | 15    | 15    |
| ALC †                             | –       | –        | –         | –         | –         | –         | –       | –        | 15        | 2         | –       | –        | –       | –        | 15    | 2     |
| Alitalia                          | –       | –        | 12        | 10        | –         | –         | –       | –        | 3         | –         | –       | –        | –       | –        | 15    | 10    |
| All Nippon Airways †              | 16      | 16       | 12        | 12        | –         | –         | 7       | 7        | 28        | 22        | –       | –        | 20      | –        | 83    | 57    |
| American Airlines †               | –       | –        | 47        | 47        | –         | –         | –       | –        | 20        | 17        | –       | –        | –       | –        | 67    | 64    |
| Asiana Airlines                   | –       | –        | 12        | 12        | –         | –         | –       | –        | –         | –         | –       | –        | –       | –        | 12    | 12    |
| Austrian Airlines                 | –       | –        | 1         | 5         | –         | –         | –       | –        | –         | –         | –       | –        | –       | –        | 1     | 5     |
| Biman Bangladesh Airlines         | –       | –        | –         | 2         | –         | –         | –       | –        | 4         | 4         | –       | –        | –       | –        | 4     | 6     |
| BOC Aviation                      | –       | –        | 2         | 2         | –         | –         | 4       | 4        | 8         | 8         | –       | –        | –       | –        | 14    | 14    |
| British Airways                   | 5       | 3        | 44        | 43        | –         | –         | –       | –        | 12        | 12        | –       | –        | –       | –        | 55    | 52    |
| BBJ                               | –       | –        | –         | –         | 2         | 2         | –       | –        | 2         | 2         | –       | –        | –       | –        | 4     | 2     |
| Cathay Pacific †                  | 5       | 5        | –         | –         | –         | –         | 12      | 12       | 53        | 53        | -       | –        | 21      | –        | 91    | 70    |
| Ceiba                             | –       | –        | –         | –         | 1         | 1         | –       | –        | –         | –         | –       | –        | –       | –        | 2     | 2     |
| China Airlines †                  | –       | –        | –         | –         | –         | –         | –       | –        | 10        | 5         | –       | –        | –       | –        | 6     | 5     |
| China Southern Airlines †         | 4       | 3        | 2         | –         | –         | –         | –       | –        | 10        | 5         | 12      | 9        | –       | –        | 28    | 17    |
| Delta Air Lines                   | –       | –        | 8         | 8         | 10        | 10        | –       | –        | –         | –         | –       | –        | –       | –        | 18    | 18    |
| Deucalion Capital VII Limited     | –       | –        | –         | –         | –         | –         | –       | –        | –         | –         | 8       | 8        | –       | –        | 8     | 8     |
| Dubai Aerospace Enterprise †      | –       | –        | –         | –         | –         | –         | –       | –        | 4         | 4         | 8       | 2        | –       | –        | 12    | 6     |
| EgyptAir                          | –       | –        | 5         | 4         | –         | –         | –       | –        | 6         | 6         | –       | –        | –       | –        | 11    | 10    |
| El Al                             | –       | –        | 6         | 6         | –         | –         | –       | –        | –         | –         | –       | –        | –       | –        | 6     | 6     |
| Emirates †                        | 3       | 1        | 6         | 6         | 10        | 10        | 12      | 12       | 152       | 104       | 14      | 12       | 150     | -        | 347   | 143   |
| Ethiopian Airlines †              | –       | –        | –         | –         | 6         | 6         | –       | –        | 4         | 2         | 8       | 6        | –       | –        | 18    | 14    |
| Etihad Airways †                  | –       | –        | –         | –         | -         | -         | –       | –        | 25        | 25        | 4       | 3        | 25      | –        | 59    | 33    |
| EVA Air †                         | –       | –        | –         | –         | –         | –         | –       | –        | 34        | 21        | -       | –        | –       | –        | 34    | 21    |
| EVA Air Cargo *                   | –       | –        | –         | –         | –         | –         | –       | –        | –         | –         | 5       | 0        | –       | –        | 5     | 0     |
| FedEx †                           | –       | –        | –         | –         | –         | –         | –       | –        | –         | –         | 43      | 25       | –       | –        | 43    | 25    |
| Garuda Indonesia †                | –       | –        | –         | –         | –         | –         | –       | –        | 10        | 6         | –       | –        | –       | –        | 10    | 6     |
| GECAS †                           | –       | –        | 4         | 4         | –         | –         | –       | –        | 47        | 37        | 10      | 10       | –       | –        | 61    | 51    |
| Guggenheim Aviation Partners      | –       | –        | –         | –         | –         | –         | –       | –        | 1         | 1         | 3       | 3        | –       | –        | 4     | 4     |
| Hong Kong Airlines *              | –       | –        | –         | –         | –         | –         | –       | –        | –         | –         | 6       | 0        | –       | –        | 6     | 0     |
| ILFC                              | –       | –        | 43        | 43        | –         | –         | 8       | 8        | 28        | 28        | –       | –        | –       | –        | 79    | 79    |
| Iraqi Airways                     | –       | –        | –         | –         | 1         | 1         | –       | –        | –         | –         | –       | –        | –       | –        | 1     | 1     |
| Japan Airlines                    | 8       | 15       | 11        | 11        | –         | –         | 7       | 7        | 13        | 13        | –       | –        | –       | –        | 37    | 46    |
| Japan Airlines Domestic ‡         | 7       | –        | –         | –         | –         | –         | –       | –        | –         | –         | –       | –        | –       | –        | 7     | –     |
| Jet Airways                       | –       | –        | –         | –         | –         | –         | –       | –        | 10        | 10        | –       | –        | –       | –        | 10    | 10    |
| Kenya Airways                     | –       | –        | 4         | 4         | –         | –         | –       | –        | 3         | 3         | –       | –        | –       | –        | 7     | 7     |
| KLM †                             | –       | –        | 15        | 15        | –         | –         | –       | –        | 14        | 10        | –       | –        | –       | –        | 29    | 25    |
| Korean Air †                      | –       | –        | 18        | 18        | –         | –         | 4       | 4        | 15        | 13        | 10      | 5        | –       | –        | 47    | 40    |
| Kuwait Airways                    | –       | –        | 2         | 2         | –         | –         | –       | –        | 10        | –         | –       | –        | –       | –        | 12    | 2     |
| LAN Cargo                         | –       | –        | –         | –         | –         | –         | –       | –        | –         | –         | 4       | 4        | –       | –        | 4     | 4     |
| Lauda Air ‡                       | –       | –        | 3         | –         | –         | –         | –       | –        | –         | –         | –       | –        | –       | –        | 3     | –     |
| Lufthansa *                       | –       | –        | –         | –         | –         | –         | –       | –        | –         | –         | -       | -        | 20      | –        | 20    | 0     |
| Lufthansa Cargo †                 | –       | –        | –         | –         | –         | –         | –       | –        | –         | –         | 5       | 5        | –       | –        | 5     | 5     |
| Malaysia Airlines                 | –       | –        | 15        | 13        | –         | –         | –       | –        | –         | –         | –       | –        | –       | –        | 15    | 13    |
| Mid East Jet                      | –       | –        | 1         | 1         | –         | –         | –       | –        | –         | –         | –       | –        | –       | –        | 1     | 1     |
| Oak Hill                          | –       | –        | –         | –         | –         | –         | –       | –        | –         | –         | 4       | 4        | –       | –        | 4     | 4     |
| Pakistan International Airlines † | –       | –        | 4         | 4         | 2         | 2         | –       | –        | 8         | 3         | –       | –        | –       | –        | 14    | 9     |
| Philippine Airlines †             | –       | –        | –         | –         | –         | –         | –       | –        | 8         | 6         | –       | –        | –       | –        | 8     | 6     |
| Qatar Airways †                   | –       | –        | –         | –         | 9         | 9         | –       | –        | 33        | 28        | 12      | 7        | 50      | -        | 104   | 44    |
| Saudia †                          | –       | –        | 27        | 24        | –         | –         | –       | –        | 34        | 16        | 4       | 1        | –       | –        | 65    | 41    |
| Saudi Oger                        | –       | –        | 1         | 1         | –         | –         | –       | –        | –         | –         | –       | –        | –       | –        | 1     | 1     |
| Singapore Airlines †              | 12      | 12       | 34        | 15        | –         | –         | 12      | 7        | 27        | 25        | –       | –        | –       | –        | 85    | 59    |
| Swiss International Air Lines *   | –       | –        | –         | –         | –         | –         | –       | –        | 9         | 0         | -       | -        | –       | –        | 9     | 0     |
| TAAG Angola Airlines †            | –       | –        | 3         | 3         | –         | –         | –       | –        | 5         | 3         | –       | –        | –       | –        | 8     | 6     |
| TAM Linhas Aéreas †               | –       | –        | –         | –         | –         | –         | –       | –        | 15        | 10        | 2       | 0        | –       | –        | 17    | 10    |
| Thai Airways International †      | 8       | 8        | 6         | 6         | –         | –         | 6       | 6        | 14        | 14        | –       | –        | –       | –        | 34    | 34    |
| Turkish Airlines †                | –       | –        | –         | –         | –         | –         | –       | –        | 32        | 20        | –       | –        | –       | –        | 32    | 20    |
| Turkmenistan Airlines             | –       | –        | –         | –         | 3         | 3         | –       | –        | –         | –         | –       | –        | –       | –        | 3     | 3     |
| United Airlines                   | 22      | 19       | 58        | 55        | –         | –         | –       | -        | 10        | –         | –       | –        | –       | –        | 90    | 74    |
| Vietnam Airlines                  | –       | –        | 8         | 8         | –         | –         | –       | –        | –         | –         | –       | –        | –       | –        | 8     | 8     |
| Virgin Blue                       | –       | –        | –         | –         | –         | –         | –       | –        | 5         | 5         | –       | –        | –       | –        | 5     | 5     |
| Total                             | 100     | 92       | 454       | 418       | 59        | 59        | 60      | 55       | 884       | 643       | 170     | 112      | 286     | –        | 1782  | 1214  |
| Pedidos                           | –       | –        | -         | -         | -         | -         | –       | –        | 240       | 240       | 40      | 40       | 286     | 286      | 565   | 565   |

### Por variante
| Variante  | Pedidos | Entregas |
| 777-200   | 88      | 88       |
| 777-200ER | 422     | 422      |
| 777-200LR | 59      | 59       |
| 777-300   | 60      | 60       |
| 777-300ER | 790     | 608      |
| 777-F     | 160     | 118      |
| 777-X     | 306     | –        |
| Total     | 1 885   | 1 355    |

Atualizado em 30 de novembro de 2015

### Por ano
|                               |                               | 1990-94 | 1995 | 1996 | 1997 | 1998 | 1999 | 2000 | 2001 | 2002 | 2003 | 2004 | 2005 | 2006 | 2007 | 2008 | 2009 | 2010 | 2011 | 2012 | 2013 | 2014 | 2015 | Total |
| Pedidos (todas as variantes)  | Pedidos (todas as variantes)  | 112     | 101  | 68   | 54   | 68   | 35   | 116  | 30   | 32   | 13   | 42   | 153  | 76   | 110  | 39   | 30   | 75   | 194  | 75   | 121  | 283  | 58   | 1 885 |
| Entregas (por variante)       | 777-200                       | –       | 13   | 32   | 11   | 10   | 3    | 9    | 3    | –    | 1    | 2    | 3    | –    | 1    | –    | –    | –    | –    | –    | –    | –    | –    | 88    |
| Entregas (por variante)       | 777-200ER                     | –       | –    | –    | 48   | 50   | 63   | 42   | 55   | 41   | 29   | 22   | 13   | 23   | 19   | 3    | 4    | 3    | –    | 3    | 4    | –    | –    | 422   |
| Entregas (por variante)       | 777-200LR                     | –       | –    | –    | –    | –    | –    | –    | –    | –    | –    | –    | –    | 2    | 10   | 11   | 16   | 9    | 6    | 1    | 1    | 3    | –    | 59    |
| Entregas (por variante)       | 777-300                       | –       | –    | –    | –    | 14   | 17   | 4    | 3    | 6    | 9    | 2    | 4    | 1    | –    | –    | –    | –    | –    | –    | –    | –    | –    | 60    |
| Entregas (por variante)       | 777-300ER                     | –       | –    | –    | –    | –    | –    | –    | –    | –    | –    | 10   | 20   | 39   | 53   | 47   | 52   | 40   | 52   | 60   | 79   | 83   | 73   | 608   |
| Entregas (por variante)       | 777-F                         | –       | –    | –    | –    | –    | –    | –    | –    | –    | –    | –    | –    | –    | –    | –    | 16   | 22   | 15   | 19   | 14   | 13   | 19   | 118   |
| Entregas (por variante)       | 777-X                         | –       | –    | –    | –    | –    | –    | –    | –    | –    | –    | –    | –    | –    | –    | –    | –    | –    | –    | –    | –    | –    | –    | –     |
| Entregas (todas as variantes) | Entregas (todas as variantes) | –       | 13   | 32   | 59   | 74   | 83   | 55   | 61   | 47   | 39   | 36   | 40   | 65   | 83   | 61   | 88   | 74   | 73   | 83   | 98   | 99   | 92   | 1,355 |

Pedidos e entregas atualizados em 30 de novembro de 2015

### Gráfico
Pedidos e entregas (cumulativo, por ano):

 Pedidos
 Entregas
Pedidos e entregas atualizados em 30 de novembro de 2015.